# Грофен
Грофен (нім. Groven) — громада в Німеччині, розташована в землі Шлезвіг-Гольштейн. Входить до складу району Дітмаршен. Складова частина об'єднання громад КЛГ-Айдер.
Площа — 7,9 км2. Населення становить 86 ос. (станом на 31 грудня 2020).

## Галерея

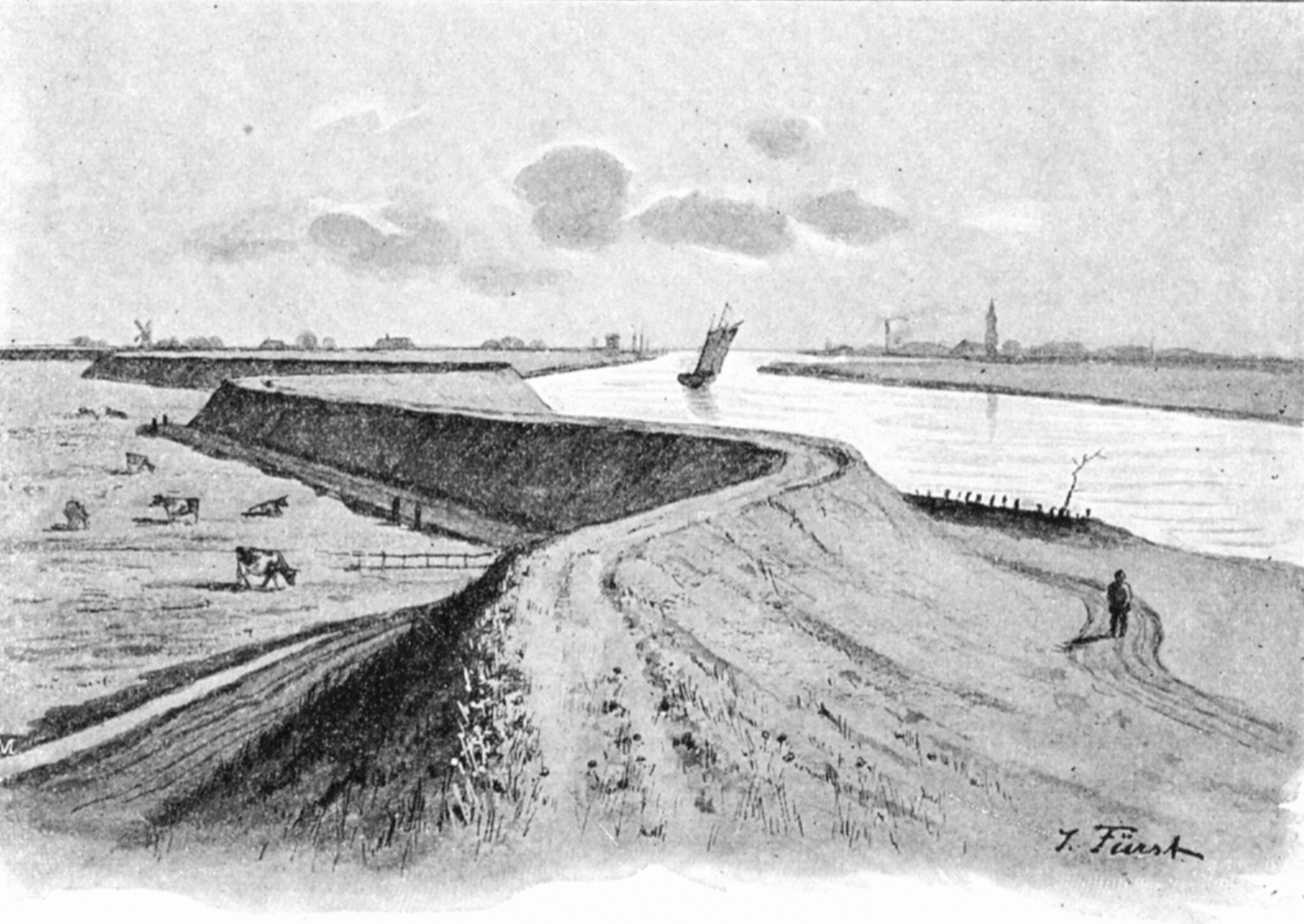
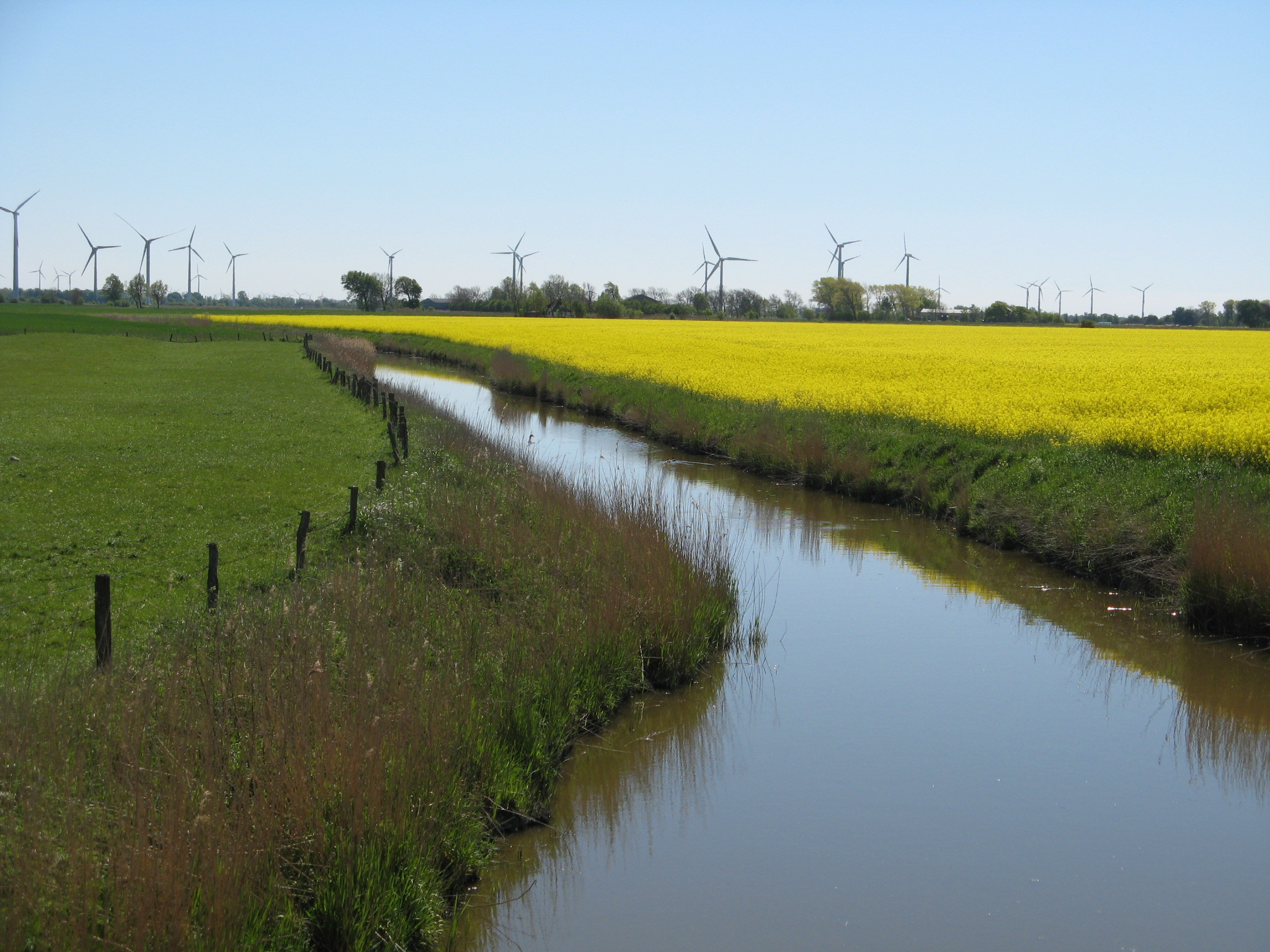